# Numerikus integrálás
A numerikus integrálás közelítő eljárás az integrál kiszámítására.

A numerikus integrál az S értékét határozza meg közelítő módszerekkel

A numerikus analízisben, a numerikus integrálás számos algoritmust jelent, melyek segítségével egy határozott integrál kiszámítható.
A numerikus kvadratúra többé-kevésbé szinonimája a numerikus integrálásnak, különösen az egydimenziós integrálok esetében.
Többdimenziós numerikus integrálást néha kubatúrának is hívják.
A numerikus integrálás egy közelítő integrálási módszert jelent, melynek alkalmazásával a határozott integrálok értékét közelítőleg meg lehet határozni.
Tekintsük a következő integrált:
{\displaystyle \int \limits _{a}^{b}\!f(x)\,dx.}
Ha f(x) egy “jól viselkedő”  függvény, integrálási határértékek jól definiáltak, akkor számos módszer áll rendelkezésre az integrál kiszámítására tetszőleges pontossággal.

## Indokok numerikus integrál számítására
Számos oka lehet annak, hogy numerikus integrálásra lehet szükség.
Lehet, hogy ’’f(x)’’ integrandus csak egy ponton ismert, például mintavételezés nyomán.
Néhány beágyazott rendszer és más számítógépes alkalmazásnak is szüksége lehet numerikus integrálásra.
Az integrandus képlet ismert, de nehéz megtalálni az antideriváltat. Egy példa:
‘’f(x)’’ = exp(−‘’x’’’’2’’), melynek az antideriváltját nem lehet elemi formába felírni.
Lehetséges egy függvény antideriváltját szimbolikusan megtalálni, de könnyebb lehet numerikus közelítéssel kiszámolni az antideriváltat. Ilyen eset lehet, amikor az antiderivált egy végtelen sor, vagy szorzat.

## Módszer egydimenziós integrálra
A numerikus integrálás általában az jelenti, hogy egy integrál közelítő értékét számoljuk ki.
Az integrandust véges pontokban határozzák meg, ezeket integrálási pontoknak is hívják, és ezen értékek súlyozott összegével közelítik az integrált. Az integrálási pontok és a súlyozás az alkalmazott módszertől és a kívánt pontosságtól függ.
Fontos része az analízisnek a közelítési hiba, a integrálási szám függvényében. Azok a módszerek a legjobbak, ahol legkevesebb becsléshez, a legkisebb hiba tartozik.
A „nyers erő” típusú numerikus integrálást lehet alkalmazni, amikor az integrandus „jól viselkedik” (például szakaszonként folytonos és korlátos), ilyenkor az integrál kiszámítása igen kis növekményekkel történhet.

## Interpolációs kvadratúra szabályok
A kvadratúra szabályok többsége az interpolált függvényből származtatható, melyet aztán könnyű integrálni.
Az interpoláció matematikai közelítő módszer, amely egy függvény nem ismert értékeire az ismert értékek alapján ad közelítést

A téglalap módszer illusztrálása

A legegyszerűbb módszer a téglalap-szabály. A téglalap-szabály alkalmazásakor az integrálandó függvény téglalapokkal közelítjük. Az interpolációs függvény konstans, és keresztül megy a keresett függvény egy-egy pontjain ((a+b)/2, f((a+b)/2)).
{\displaystyle \int \limits _{a}^{b}f(x)\,dx\approx (b-a)\,f\left({\frac {a+b}{2}}\right).}

Trapezoid módszer illusztrálása

Az interpoláció lehet affin transzformáció, ahol az interpoláló függvény polinomként megy át az eredeti függvény pontjain (a, f(a)) és (b, f(b)).  Egy affin transzformáció során a transzformált koordináták az eredeti koordináták lineáris függvényeként állnak elő. Ezt trapezoid-szabálynak nevezik.
{\displaystyle \int \limits _{a}^{b}f(x)\,dx\approx (b-a)\,{\frac {f(a)+f(b)}{2}}.}

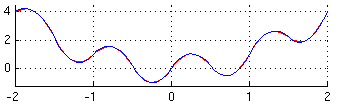
Simpson módszer illusztrálása

Bármelyik módszernél növelhetjük a közelítés pontosságát azzal, hogy az intervallumot [a, b] feldaraboljuk n darab alintervallumra; minden alintervallumra kiszámoljuk a közelítést, és összeadjuk az eredményeket. Ezt összetett-szabálynak,  kiterjesztett-szabálynak, vagy iterációs-szabálynak is hívják.
Például az összetett trapezoid szabály:
{\displaystyle \int \limits _{a}^{b}f(x)\,dx\approx {\frac {b-a}{n}}\left({f(a)+f(b) \over 2}+\sum _{k=1}^{n-1}f\left(a+k{\frac {b-a}{n}}\right)\right)}
ahol az alintervallumok [k h, (k+1) h],  h = (b−a)/n and k = 0, 1, 2, ..., n−1.
A Newton–Cotes-formula vagy  Newton–Cotes-kvadratúraformulák (amiket Newton–Cotes-szabályoknak is neveznek) a numerikus integrálás egy másik módszere, ahol az integrálni kívánt intervallumot n+1 egyenlő távolságra (lépésközre) osztunk fel. Ezeket a módszereket Isaac Newtonról és Roger Cotesról nevezték el.
A Simpson-szabály, mely másodrendű polinomokra épül, szintén egy Newton–Cotes-formula.
Ha megengedjük, hogy az intervallumok mérete változtatható legyen, akkor egy másik kvadratúra képlethez jutunk, melynek elnevezése Gauss-kvadratúra. A Gauss-kvadratúra szabály tipikusan nagyobb pontosságot ad, mint a Newton–Cotes-formula.
Léteznek még más változtatható intervallumú kvadratúra módszerek, mint például Clenshaw–Curtis-kvadratúra (más néven Fejér-kvadratúra)

## Adaptív algoritmusok
- https://web.archive.org/web/20111018082500/http://bodnaar.info/data/egyvaltozos_integralas_bodnar_peter.pdf

Az adaptív kvadratúra heurisztikus megközelítése:

## Extrapolációs módszerek
A Newton-Cotes-típusú kvadratúra szabály pontossága a kiértékelő pontok számától függ.
Az eredmény jóval pontosabb lesz, ha a pontok száma nő, mivel ekkor a pontok közötti távolság csökken.
Az extrapolációs módszerek részletes leírása Josef Stoer és Roland Bulirsch munkájában olvasható

## Konzervatív (a priori) hiba becslés
Legyen f egy korlátos első derivált az a,b] intervallumban.
A Lagrange-féle középértéktétel f-re, ahol x < b
{\displaystyle (x-a)f'(y_{x})=f(x)-f(a)\,}
néhány yx-re a [a,x] tartományban. Ha integráljuk x–et a-tól b'-ig, és vesszük az abszolút értéket, akkor:
{\displaystyle \left|\int \limits _{a}^{b}f(x)\,dx-(b-a)f(a)\right|=\left|\int \limits _{a}^{b}(x-a)f'(y_{x})\,dx\right|}
Tovább közelíthetjük az integrált a jobb oldalon, az abszolút érték hozzáadásával, és f'  behelyettesítésével a felső határnál
{\displaystyle \left|\int \limits _{a}^{b}f(x)\,dx-(b-a)f(a)\right|\leq {(b-a)^{2} \over 2}\sup _{a\leq x\leq b}\left|f'(x)\right|} (**)
Mivel a  ∫ab f(x) dx integrált  (b − a)f(a) kvadratúra szabállyal közelítjük, akkor a hibánk nem lehet nagyobb, mint a jobb oldal (**).
Ezt konvertálhatjuk egy hiba-analízisbe, a Riemann szummára (*), és kapjuk a felső határt:
{\displaystyle {n^{-1} \over 2}\sup _{0\leq x\leq 1}\left|f'(x)\right|}
a hiba kifejezésre, ebben a speciális közelítésnél.
Az integrálási módszert kombinálhatjuk az intervallum aritmetikával történő bizonyításra és ellenőrzésre.

## Integrálás végtelen tartományokban

### Végtelen intervallum
Egy módja a végtelen tartománnyal rendelkező integrálásnak,
{\displaystyle \int \limits _{-\infty }^{+\infty }f(x)\,dx,}
transzformálni egy olyan véges integrállá, ahol számos lehetséges véges változó határolja a tartományt, például:
{\displaystyle \int \limits _{-\infty }^{+\infty }f(x)\,dx=\int \limits _{-1}^{+1}f\left({\frac {t}{1-t^{2}}}\right){\frac {1+t^{2}}{(1-t^{2})^{2}}}\,dt,}
Ezt az integrált a szokásos módon lehet kiszámítani.

### Fél-végtelen intervallum
A fél-végtelen intervallummal rendelkező integrált a fentiekhez hasonló módon lehet átalakítani, például:
{\displaystyle \int \limits _{a}^{+\infty }f(x)\,dx=\int \limits _{0}^{1}f\left(a+{\frac {1-t}{t}}\right){\frac {dt}{t^{2}}}.}
vagy
{\displaystyle \int \limits _{-\infty }^{a}f(x)\,dx=\int \limits _{0}^{1}f\left(a-{\frac {1-t}{t}}\right){\frac {dt}{t^{2}}}}

## Többdimenziós integrálok
A többdimenziós eset analóg az egydimenziós esettel a következő szempontból: ha meg van adva egy interpolációs formula, akkor annak segítségével kapunk egy integrációs képletet. Ezt ilyenkor kubatúra képletnek hívjuk. A lényeges különbség az egydimenziós esethez képest az, hogy most az integrációs tartományt is közelíteni kell.
A többdimenziós integrálok közelítésénél a Fubini-tétel alkalmazható.

## Monte Carlo
A Monte-Carlo-módszert, és a kvázi Monte-Carlo-módszert könnyű alkalmazni többdimenziós integrálokra, és esetleg nagyobb pontosságot adhat, mint az egydimenziós módszer ismétlése.
Többféle Monte-Carlo-módszer létezik, mint például, a Markov lánc Monte-Carlo-algoritmus, mely a Metropolis–Hastings-algoritmust, és a Gibbs-féle mintavételezési módszert tartalmazza.

## Szórt hálózatok
A szórt hálózatok módszerét eredetileg Smolyak, orosz matematikus fejlesztette ki, többdimenziós kvadratúra függvények számára.
Ez a módszer mindig az egydimenziós kvadratúra szabályon alapul, de egy igen csavaros kombinációja az egyváltozós eredményeknek.

## Kapcsolat a differenciálegyenletekkel
Az alábbi integrál megoldása redukálható egy közönséges differenciálegyenlet kezdeti érték probléma körére.
{\displaystyle \int \limits _{a}^{b}f(x)\,dx}
Ha a fenti integrált I(b)-vel jelöljük, akkor  az I függvény kielégíti a
{\displaystyle I'(x)=f(x),\quad I(a)=0.}
Közönséges differenciálegyenletre kidolgozott eljárás a Runge–Kutta-módszer.

## Szabad szoftverek numerikus integrálásra
- QUADPACK
- https://web.archive.org/web/20120313204756/http://openopt.org/interalg interalg
- http://www.gnu.org/software/gsl/ GSL
- http://www.alglib.net/integral/ ALGLIB
- Cuba Archiválva 2014. április 7-i dátummal a Wayback Machine-ben
- http://ab-initio.mit.edu/wiki/index.php/Cubature Cubature
- http://home.earthlink.net/~ltrammell/tech/derivfilt.html